# Тіберіо Кальканьї
Тіберіо Кальканьї (італ. Tiberio Calcagni; лютий 1532 року, Флоренція — 7 грудня 1565 року, Рим) — італійський скульптор та архітектор.

## Біографічні відомості
Тіберіо Кальканьї народився у лютому 1532 року у Флоренції, батько — невідомий, а його мамою була Лукреція Бонаккорсі (італ. Lucrezia Bonaccorsi). Учень і помічник Мікеланджело Буонарроті, Воллес вважає, що Мікеланджело знайшов у ньому справжнього друга. Кальканьї допомагав старшому скульптору з архітектурними кресленнями. Він був близький із Мікеланджело, листувався з його племінником Ліонардо.
Помер 7 грудня 1565 року у Римі, де і похований у церкві Сан Джованні Деколлато. На табличці зафіксовано, що його поховала матір та брати Раффаеле (італ. Raffaele), Нікола (італ. Nicola) та Ораціо (італ. Orazio).

## Творчість
За свідченням Вазарі, Кальканьї завершив два твори Мікеланджело: бюст «Брута» (Барджелло) і «Флорентійську П'єту» (музей Флорентійського собору). 1560 року представив герцогу Козімо креслення базиліки Сан-Джованні-деї-Фіорентіні, над якими вони працювали разом. Він же зробив глиняну модель Сан-Джованні.
Управляв роботами над капела Сфорца в базиліці Санта-Марія-Маджоре в Римі, які перервалися через смерть самого замовника та Буонарроті.
У 1565 році він займався реставрацією реставрацією церкви Сан-Мікеле-Арканджело-ай-Корідорі-ді-Борґо, але у XVIII столітті пройшла повна реставрація церкви, і від його внеску нічого не збереглося.
Відсутні відомості про оригінальні твори Кальканьї. Відомо, що у «Бруті» він працював із драпіруванням. У «Флорентійській П'єті» його внесок є більшим: окрім відновлення розбитих оригінальних частин, він працював над фігурою Марії Магдалини, хоча він завжди втілював задуми самого Мікеланджело.

## Виноски
1. ↑  Зведений список імен діячів мистецтва
2. ↑  Benezit Dictionary of Artists — OUP, 2006. — ISBN 978-0-19-977378-7
3. 1 2 3 4 5 6 7 8 9 10 11 12 13 14  CALCAGNI, Tiberio in "Dizionario Biografico". www.treccani.it (it-IT) . Процитовано 7 серпня 2022.
4. ↑  Wallace, William E. (2000). Michelangelo, Tiberio Calcagni, and the Florentine "Pietà". Artibus et Historiae. Т. 21, № 42. с. 81—99. doi:10.2307/1483625. ISSN 0391-9064. Процитовано 7 серпня 2022.